# Nova Rússia (região histórica)

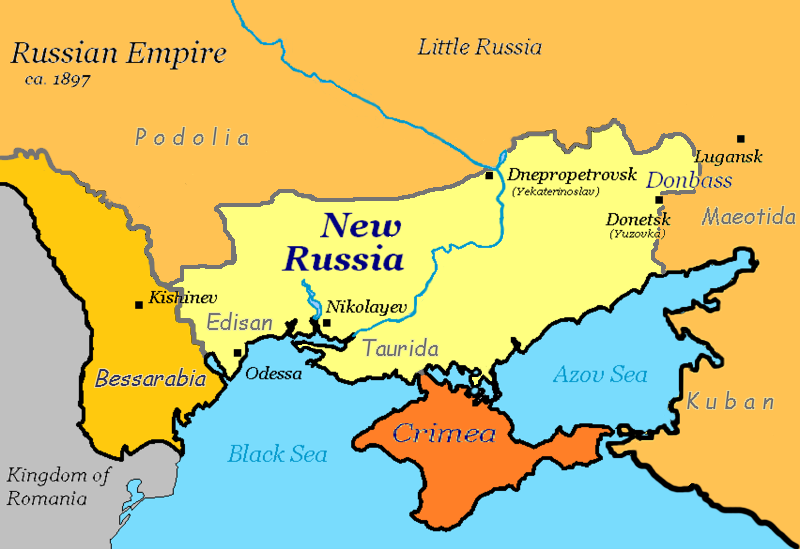
Um mapa da Novorossiya (c. 1897).

Novorossiya (em russo:  Новоро́ссия; significando literalmente Nova Rússia) é um nome histórico usado na época do Império Russo para denotar a região ao norte do Mar Negro, o que hoje é, na sua maioria, a parte sul e leste da Ucrânia. Foi formada como uma província imperial da Rússia (Novorosiiskaia guberniia) em 1764 com partes de regiões fronteiriças de importância militar e da margem esquerda da Ucrânia como forma de preparação de guerra contra os otomanos. Foi posteriormente expandida através da anexação do Siche Zaporojiano em 1775. Por diversas vezes incluiu também a região moldava da Bessarábia, o litoral norte do Mar Negro (as atuais províncias russas de Zaporíjia, Kherson), o litoral do Mar de Azov (Pryazovia), a região tártara da Crimeia, as estepes Terek–Kuma ao longo do rio Kuban e a região circassiana.
A região fez parte do Império Russo até ao seu colapso em decorrência da Revolução de Fevereiro, em 1917, passando a fazer parte da República Russa de curta-existência que se seguiu. Em 1918, foi inclusa em grande parte dentro do Estado Ucraniano. Em 1918 até 1920 fez parte, em diferentes extensões, dos movimentos anti-bolcheviques do Exército Branco, que chegou a formar um governo à época, mas que logo sucumbiu levando os soviéticos a ocuparem o território, que veio a se tornar parte da República Socialista Soviética da Ucrânia, adentrando a União Soviética em 1922.
Permaneceu até 1991 como um república socialista soviética, e a partir da dissolução da URSS, houve várias tentativas de restaurar a Nova Rússia na região, com a mais importante e significativa delas tendo ocorrido na Crise da Ucrânia de 2014, que seguiu a uma guerra civil na região, levando a formação do Estado Federal da Nova Rússia, que ainda não fora reconhecido internacionalmente por nenhum membro da ONU (apenas pela Ossétia do Sul). A Transnistria também é outro caso na região que merece menção.